# Meteor - Distruzione finale
Meteor - Distruzione finale (Meteor) è una miniserie televisiva del 2009 diretta da Ernie Barbarash. Realizzata negli USA come una miniserie in due puntate, è stata trasmessa in Italia come film e mandato in onda in prima visione su Canale 5 l'11 agosto 2009.

## Trama
Il Dott. Lehman è un anziano scienziato che vive in Messico con la sua giovane collaboratrice Imogene O'Neill. Una notte i due scoprono che l'asteroide 114 Kassandra ha cambiato la propria rotta e sta dirigendosi verso la Terra. Mentre i due si mettono in viaggio verso gli USA per aiutare le autorità competenti a fermare l'asteroide inizia una pioggia di piccoli asteroidi che inizia a provocare seri danni. Presto il Dott. Lehman viene però investito e ucciso da un automobilista pirata, lasciando così nelle mani della signorina O'Neill il computer contenente tutti i dati necessari sull'asteroide e il modo per contrastarne la sua avanzata.
Intanto il detective Jack Crowe è alla ricerca di un uomo un tempo suo partner, Stark, che si vuole vendicare e vuole uccidere sua figlia Jenny e suo padre, uno sceriffo occupato nella città di Taft, colpita dalla pioggia di meteoriti.
L'esercito degli Stati Uniti si serve di armi nucleari per distruggere l'asteroide, ma Imogene scopre che 114 Kassandra è stata divisa in due parti da una cometa, la stessa che l'ha direzionato verso la Terra. Sfortunatamente non riesce a comunicare subito del fatto che la seconda metà dell'asteroide, più grande della prima, sta per distruggere la Terra, in quanto lontana da un mezzo di comunicazione. Grazie all'aiuto di un'anziana signora che vive sola in una casa, Imogene avverte per qualche istante il generale Brasser del pericolo imminente, ma la comunicazione viene interrotta a causa di un meteorite caduto sulla base militare.
Esausta, Imogene incontra Jack che l'accompagna in una torre radio, dopo aver ucciso Stark, con l'aiuto del padre, e aver liberato la figlia. Qui Imogene contatta il generale, al quale fornisce alcune indicazioni per tentare la distruzione di 114 Kassandra, con il risultato che l'asteroide viene deviato per un'altra traiettoria, salvando così la Terra.
Tre mesi dopo Imogene teme che l'99942 Apophis potrebbe passare per la Terra nel 2027…